# María, matrícula de Bilbao
María, matrícula de Bilbao és una pel·lícula espanyola dirigida per Ladislao Vajda el 1960 i protagonitzada per Charles Vanel, Alberto Closas i Arturo Fernández. Va ser una de les últimes pel·lícules dirigides per Vajda.

## Argument
L'argument es basa en "Luiso", una novel·la de José María Sánchez-Silva y García-Morales. Luiso és un adolescent que pertany a una família marinera, els Arbeleche. La seva intenció és ser arquitecte, però suspèn les matemàtiques i passa l'estiu embarcat en el vaixell familiar, un vaixell de càrrega anomenat María i matriculat a Bilbao. Ho fa animat pel seu avi, que té l'esperança que Luiso continuï amb la tradició familiar; el capità del María és el pare del propi Luiso que, no obstant això, prefereix que el seu fill decideixi per si mateix. El viatge suposarà una successió d'experiències per al jove Luiso, amb la lectura moral pròpia de l'època.

## Repartiment
- Alberto Closas - Enrique
- Arturo Fernández - Eduardo Vila
- Nadia Gray - Berta
- Javier Asin - Luiso
- María Rosa Salgado - Amparo
- Carlos Casaravilla - Urrutia
- José Marco Davó - Don Ángel
- Carlos Mendy - Rogelio
- Pepe Rubio - Muros
- Antonio Ferrandis - Paco 'El Sordo'
- Enrique Ávila - Bermeo
- Antonio Casas - Luis
- Mariano Azaña – Consignatari de Màlaga
- Miguel Gila - Venedor ambulant a Palma
- Félix Acaso - Mariner traficant de drogues
- Pilar Gómez Ferrer - Serventa
- Manuel Fernández Sanz
- Pilar Sanclemente - Paloma
- María Carmen Cayetana - Mercedes
- Charles Vanel - El vell

## Producció
La productora Chamartín, una de les més potents del panorama cinematogràfic espanyol del moment, va pretendre que la pel·lícula entronqués amb el reeixit gènere de "cinema protagonitzat per nen" tan de moda en l'època. Per a això no va reparar en les despeses, contractant com a director a l'experimentat Ladislao Vajda (que ja hi havia incursionado reeixidament en el gènere amb Marcelino, pan y vino) i el va abrigallar amb un càsting de primer ordre. En el paper d'avi de Luiso van comptar amb Charles Vanel, un actor i posteriorment director francès que havia rodat amb Hitchcock i Buñuel; com a mare es va recórrer a Nadia Grey, que havia rodat "La Dolce Vita" a les ordres de Federico Fellini. A més es va comptar amb tres dels actors espanyols més populars del moment: Alberto Closas, Arturo Fernández, Antonio Ferrandis o l'humorista Gila.
El protagonista, que exercia el paper de Luiso va ser el desconegut Javier Asín, que rodava la seva primera pel·lícula i que no va tenir més recorregut professional després. La productora va llogar un vaixell, el Beniel, un mercant construït en 1958, que va navegar per les aigües costaneres de Barcelona durant el rodatge de les escenes a bord. Els exteriors en terra es van filmar en Santurce i Bilbao.
Com era habitual en l'època, es van rodar dues versions de la pel·lícula, una per al mercat nacional i una altra per al mercat exterior. Aquesta última tenia un metratge més curt i lleus canvis de guió.

## Crítica
La pel·lícula va tenir un èxit relatiu de taquilla a Espanya, però no va complir les expectatives posades en ella per la productora, que aspirava a un segon èxit del calibre de Marcelino, pan y vino. Les crítiques van ser mixtes, atribuint-se-li a Vadja una direcció "insegura" i comparant-la amb un "Captains Courageous però per a nens rics".

## Premis
Va obtenir el segon premi a la millor pel·lícula de 150.000 pessetes als Premis del Sindicat Nacional de l'Espectacle de 1960.